# Grodzisko w Koziegłowach
Grodzisko w Koziegłowach – grodzisko zlokalizowane na wyspie jeziora Koziegłowskiego, w gminie Kleczew, w pobliżu wsi Koziegłowy (powiat koniński), na południe od zabudowań Janowa.

## Charakterystyka
Obiekt, zamieszkały dawniej przez rolników, hodowców i rzemieślników, położony jest w północno-wschodniej części wyspy na jeziorze Koziegłowskim. Pochodzi z okresu halsztackiego. Wały ziemne grodziska posadowione były na drewnianym ruszcie o nieregularnej konstrukcji przekładkowej. Konstrukcję wzmacniały od zewnątrz pionowe pale wbite skośnie w kierunku jeziora. Grodzisko miało kształt nieregularnego owalu. Podczas prac badawczych przeprowadzonych w 1968 pod kierownictwem dr Łucji Nowak z Muzeum Zagłębia Konińskiego, odkryto też ślady osady łużyckiej, znajdującej się na wschodnim brzegu jeziora, jak również spore ilości poprzepalanych kości na północnym brzegu akwenu. Mógł więc tu istnieć cały zespół osadniczy z grodem, osadą przygrodową oraz cmentarzyskiem. Wyspę z lądem łączył most (zachowane elementy). Porzucone i częściowo nadpalone szkielety pozwalają sądzić, że toczono tu jakieś walki (prawdopodobnie około III wieku p.n.e. gród został spalony a mieszkańców wymordowano). Materiał kostny, jaki odnaleziono w obrębie zespołu należy do około 25 osobników. Cały szkielet skompletowano tylko w przypadku jednej osoby. Zidentyfikowano m.in. dwójkę dzieci (5 i 12 lat). W trakcie badań ustalono, że populacja koziegłowska najbardziej jest zbliżona do populacji ze Skandynawii, a w mniejszym stopniu do węgierskiej i rumuńskiej.